# Proprioseius oudemansi
Proprioseius oudemansi är en spindeldjursart som först beskrevs av Chant 1959.  Proprioseius oudemansi ingår i släktet Proprioseius och familjen Phytoseiidae. Inga underarter finns listade i Catalogue of Life.